# 67e cérémonie des Primetime Creative Arts Emmy Awards
La 67e cérémonie des Primetime Creative Arts Emmy Awards, organisée par l'Academy of Television Arts and Sciences, a eu lieu le 12 septembre 2015 au Microsoft Theater de Los Angeles et a récompensé les meilleurs techniciens de la télévision (publique et câblée) américaine en primetime au cours de la saison 2014-2015 (du 1er juin 2014 au 31 mai 2015).
La cérémonie est annexe à la cérémonie principale des Primetime Emmy Awards, qui a eu lieu une semaine plus tard, le 20 septembre 2015.

## Nominations

### Programmes

#### Meilleur programme pour enfants
- Alan Alda and the Actor Within You: A YoungArts Masterclass (HBO)
  - Degrassi (Nickelodeon)
  - Dog with a Blog (Disney Channel)
  - Nick News with Linda Ellerbee: Family Secrets: When Violence Hits Home (Nickelodeon)
  - Nick News with Linda Ellerbee (Nickelodeon)
  - Le Monde de Riley (Disney Channel)

#### Meilleur special de divertissement
- Saturday Night Live 40th Anniversary Special
  - Bill Maher: Live from D.C.
  - The Kennedy Center Honors
  - Louis C.K.: Live at the Comedy Store
  - Mel Brooks: Live at the Geffen
  - Tony Bennett and Lady Gaga: Cheek to Cheek Live!

#### Meilleur programme court de divertissement
- Between Two Ferns with Zach Galifianakis
  - Billy on the Street
  - Childrens Hospital
  - Key & Peele
  - Super Bowl XLIX: Halftime Show Starring Katy Perry

#### Meilleur programme interactif
- @midnight with Chris Hardwick
- Last Week Tonight with John Oliver
- Saturday Night Live
- Talking Dead
- The Tonight Show Starring Jimmy Fallon

#### Meilleure série d'information
- Anthony Bourdain: Parts Unknown
  - Foo Fighters: Sonic Highways
  - Inside the Actors Studio
  - StarTalk
  - Vice

#### Meilleure série documentaire
- The Jinx
  - American Masters
  - Cancer: The Emperor of All Maladies
  - The Roosevelts: An Intimate History
  - The Sixties

#### Meilleur spécial documentaire
- Going Clear: Scientology and the Prison of Belief
  - The Case Against 8
  - Kurt Cobain: Montage of Heck
  - Sinatra: All or Nothing at All
  - Virunga

#### Meilleur programme d'animation
- Au-delà du jardin
  - Archer, épisode Pocket Listing
  - Bob's Burgers, épisode Can't Buy Me Math
  - Les Simpson, épisode Simpson Horror Show XXV
  - South Park, épisode Freemium Isn't Free

#### Meilleur programme court d'animation
- Adventure Time, épisode Jack the Brick
  - Mickey Mouse, épisode Mumbai Madness
  - Regular Show, épisode Le Noël de l'éléphant blanc
  - Robot Chicken, épisode Chipotle Miserable
  - Steven Universe, épisode Lion 3 : Disponible en vidéo
  - Wander, épisode The Gift 2: The Giftening

### Performances

#### Meilleur acteur invité dans une série dramatique
- Reg E. Cathey pour le rôle de Freddy Hayes dans House of Cards
  - F. Murray Abraham pour le rôle de Dar Adal dans Homeland
  - Alan Alda pour le rôle d'Alan Fitch dans The Blacklist
  - Beau Bridges pour le rôle de Provost Barton Scully dans Masters of Sex
  - Michael J. Fox pour le rôle de Louis Canning dans The Good Wife
  - Pablo Schreiber pour le rôle de George Mendez dans Orange Is the New Black

#### Meilleure actrice invitée dans une série dramatique
- Margo Martindale pour le rôle de Claudia dans The Americans
  - Khandi Alexander pour le rôle de Maya Lewis dans Scandal
  - Rachel Brosnahan pour le rôle de Rachel Prosner dans House of Cards
  - Allison Janney pour le rôle de Margaret Scully dans Masters of Sex
  - Diana Rigg pour le rôle de Lady Olenna Tyrell dans Game of Thrones
  - Cicely Tyson pour le rôle d'Ophelia Hartness dans Murder

#### Meilleur acteur invité dans une série comique
- Bradley Whitford pour le rôle de Marcy May dans Transparent
  - Mel Brooks pour son propre rôle dans The Comedians
  - Louis C.K. pour plusieurs rôles dans Saturday Night Live
  - Paul Giamatti pour le rôle du dixième juré dans Inside Amy Schumer
  - Bill Hader pour plusieurs rôles dans Saturday Night Live
  - Jon Hamm pour le rôle du révérend Richard Wayne Gary Wayne dans Unbreakable Kimmy Schmidt

#### Meilleure actrice invitée dans une série comique
- Joan Cusack pour le rôle de Sheila Jackson dans Shameless
  - Pamela Adlon pour le rôle de Pamela dans Louie
  - Elizabeth Banks pour le rôle de Sal dans Modern Family
  - Christine Baranski pour le rôle de Dr Beverly Hofstadter dans The Big Bang Theory
  - Tina Fey pour le rôle de Marcia Clark dans Unbreakable Kimmy Schmidt
  - Gaby Hoffmann pour le rôle de Caroline Sackler dans Girls

#### Meilleur doublage
- Hank Azaria pour le rôle de Moe Szyslak dans Les Simpson, épisode Le Baby-sitter
  - Dan Castellaneta pour le rôle d'Homer Simpson dans Les Simpson, épisode Le Nouvel Ami de Bart
  - Seth Green pour plusieurs rôles dans Robot Chicken, épisode Victoria's Secret of Nimph
  - Seth MacFarlane pour les rôles de Brian Griffin, Peter Griffin, Stewie Griffin et Dr Elmer Hartman dans Les Griffin, épisode Brian n'est pas brillant
  - Tress MacNeille pour les rôles de Laney Fontaine, Shauna et Mme Muntz dans Les Simpson, épisode Taxi Girl
  - John Roberts pour les rôles de Linda Belcher et Tim dans Bob's Burgers, épisode Eat, Spray, Linda

#### Meilleure narration
- Peter Coyote dans The Roosevelts: An Intimate History
  - Neil deGrasse Tyson dans Hubbie's Cosmic Journey
  - Anthony Mendez dans Jane the Virgin, épisode La Clé des champs
  - Miranda Richardson dans Operation Orangutan
  - Henry Strozier dans Too Cute!

### Casting

#### Meilleur casting dans une série dramatique
- Game of Thrones (HBO)
  - House of Cards (Netflix)
  - Downton Abbey (PBS)
  - Mad Men (AMC)
  - Orange Is the New Black (Netflix)

#### Meilleur casting dans une série comique
- Veep (HBO)
  - Louie (FX)
  - Modern Family (ABC)
  - Transparent (Amazon)
  - Unbreakable Kimmy Schmidt (Netflix)

#### Meilleur casting dans une mini-série, un téléfilm ou un special
- Olive Kitteridge (HBO)
  - American Crime (ABC)
  - American Horror Story: Freak Show (FX)
  - Bessie (HBO)
  - Dans l'ombre des Tudors (PBS)

### Générique

#### Meilleur générique
- Manhattan (WGN)
  - American Horror Story: Freak Show (FX)
  - Harry Bosch (Amazon)
  - Halt and Catch Fire (AMC)
  - Daredevil (Netflix)
  - Olive Kitteridge (HBO)

### Musique

#### Meilleure musique dans une série
- Jeff Beal pour House of Cards
  - Jeff Danna et Mychael Danna pour Tyrant
  - Abel Korzeniowski pour Penny Dreadful
  - Bear McCreary pour Outlander
  - Duncan Thum pour Chef's Table